# Raivo Nõmmik
Raivo Nõmmik, född 11 februari 1977 i Tallinn, är en estländsk före detta fotbollsspelare. Under sin karriär vann han Meistriliiga en gång med Flora Tallinn och gjorde dessutom 17 landskamper för Estlands landslag.

## Meriter
Flora Tallinn
- Meistriliiga: 1998